# Нейрексин-1
Нейрексин-1 принадлежит к числу нейрексинов, мембранных белков, обнаруживаемых преимущественно в нейронах. Ген нейрексина-1, NRXN1, длиной 1.1 Mb, является наряду с NRXN3 одним из наиболее крупных генов человека; он содержит 24 экзона и несколько сплайс-сайтов. Альтернативный сплайсинг предположительно способен породить 2,208 альфа-форм и 42 бета-формы белка.

## Патологии
NRXN1 и гены родственных белков могут быть связаны с развитием психических расстройств, в частности, шизофрении.
В 2008 году нарушение гена NRXN1 отмечено у двух неродственных пациентов с расстройствами аутистического спектра, однако отец одного из пациентов, геном которого содержал ту же хромосомную аномалию, не имел признаков аутизма, что говорит о возможном взаимодействии изменений NRXN1 с другими факторами.

## Взаимодействия
Показано, что нейрексин-1 (NRXN1) взаимодействует с нейролигином-1 (NLGN1).